# Capparis orientalis
Capparis orientalis är en art tillhörande släktet Capparis inom kaprisväxterna och beskrevs av Monsieur Veillard 1800 i första volymen av andra upplagan (en utökad postum nyutgåva) av Henri-Louis Duhamel du Monceaus Traité des arbres et arbustes. Arten ansågs tidigare vanligen som underart till eller varietet av Capparis spinosa, men ges numera artstatus efter mera ingående morfologiska och molekylärfylogenetiska studier.
Artnamnet orientalis betyder "orientalisk" (det vill säga "östlig"). 
C. orientalis skiljer sig från Capparis spinosa genom att sakna stipeltornar (eller, sällsynt, ha strax avfallande sådana).
Arten växer på klippor (och gamla husväggar) från havsnivån upp till 600 m.ö.h. och förekommer, namnet till trots, kring Medelhavet (Albanien, Algeriet, Grekland, Italien, Kroatien, Libyen, Malta, Spanien, Turkiet) och inte i orienten. Den odlas även och blomknopparna skördas som kapris.